# Ungarische Badmintonmeisterschaft 2018
Die Ungarische Badmintonmeisterschaft 2018 fand am 3. und 4. Februar 2018 in Pécs statt.

## Sieger und Platzierte
| Disziplin    | Gold                        | Silber                             | Bronze                              |
| ------------ | --------------------------- | ---------------------------------- | ----------------------------------- |
| Herreneinzel | Gergely Krausz              | Márton Szerecz                     | Gergő Pytel                         |
| Herreneinzel | Gergely Krausz              | Márton Szerecz                     | András Piliszky                     |
| Dameneinzel  | Réka Madarász               | Vivien Sándorházi                  | Daniella Gonda                      |
| Dameneinzel  | Réka Madarász               | Vivien Sándorházi                  | Boglárka Újvári                     |
| Herrendoppel | Gergely Krausz Gergő Pytel  | Levente Csiszér Pál Pádár          | Kristóf Horváth Csaba Szikra        |
| Herrendoppel | Gergely Krausz Gergő Pytel  | Levente Csiszér Pál Pádár          | András Piliszky Márk Szent-Andrássy |
| Damendoppel  | Krisztina Ádám Ágnes Kőrösi | Nikoletta Bukoviczki Réka Madarász | Daniella Gonda Csilla Fórián        |
| Damendoppel  | Krisztina Ádám Ágnes Kőrösi | Nikoletta Bukoviczki Réka Madarász | Réka Kaszás Petra Mészáros          |
| Mixed        | József Mester Orsolya Varga | Pál Pádár Daniella Gonda           | Ákos Mórocz Nóra Hircze             |
| Mixed        | József Mester Orsolya Varga | Pál Pádár Daniella Gonda           | Csaba Szirkra Nikoletta Bukoviczki  |